# 러빙 빈센트
《러빙 빈센트》(영어: Loving Vincent)는 2017년 개봉한 폴란드-영국 합작의 실험 애니메이션 영화이다. 화가 빈센트 반 고흐의 삶을 소재로, 특히 주변 인물들을 추적해  그가 사망할 당시의 상황을 재구성하는 데 초점을 맞추고 있다. 세계 최초로 유화로만 제작된 영화이기도 하다.
도로타 코비엘라와 휴 웰치먼이 감독하고, 폴란드 제작사인 폴란드 영화협회가 영화 제작비를 지원하고, 애니메이션 동화로 쓸 유화를 그리기 위해 전문 유화가를 재교육하는 데 들어가는 비용은 킥스타터의 크라우드펀딩으로 모금했다. 영화의 판권은 시네마 매니지먼트 그룹에 있으며, 영화 투자에는 RBF 프로덕션, 실버릴, 도하 영화협회, 폴란드 영화협회, 세브넥스 캐피럴 파트너, 2016년 유럽 문화 수도인 브로츠와프에서 참여했다. 2008년 7분의 짧은 영화로 처음 계획 되었고, 영화는 감독과 작가의 이야기를 편지를 통해 연구한 후 화가 도로타 코비엘라가 이상화했다. 영화에 들어가는 65,000프레임의 각 장면은 캔버스 유화로 그린 것으로 반 고흐의 기법을 그대로 재현했다. 모집을 통해 선발된 총 115명의 화가들이 팀을 이뤄 수년에 그려낸 것이다.
이 영화는 2017년 안시 국제 애니메이션 영화제에서 초연 되었다. 제30회 유럽 영화상 최우수 애니메이션 영화상을 수상하였고, 제90회 미국 아카데미상 최우수 장편 애니메이션 영화상에 후보 지명되었다.

## 줄거리
살아생전 단 한 점의 그림만을 팔았던 화가 빈센트의 죽음 후 1년. 아르망은 그의 그림을 사랑했던 아버지의 부탁을 받고, 빈센트가 마지막으로 살았던 장소로 찾아가 미스터리한 죽음을 추적해 나간다. 빈센트를 그리워하는 여인 마르그리트. 빈센트를 가장 가까운 곳에서 지켜봤던 아들린. 빈센트의 비밀을 알고 있는 닥터 폴 가셰. 아르망은 그들의 이야기를 듣고, 인간 빈센트에 대해 몰랐던 놀라운 사실들을 알게 되는데…

## 출연진

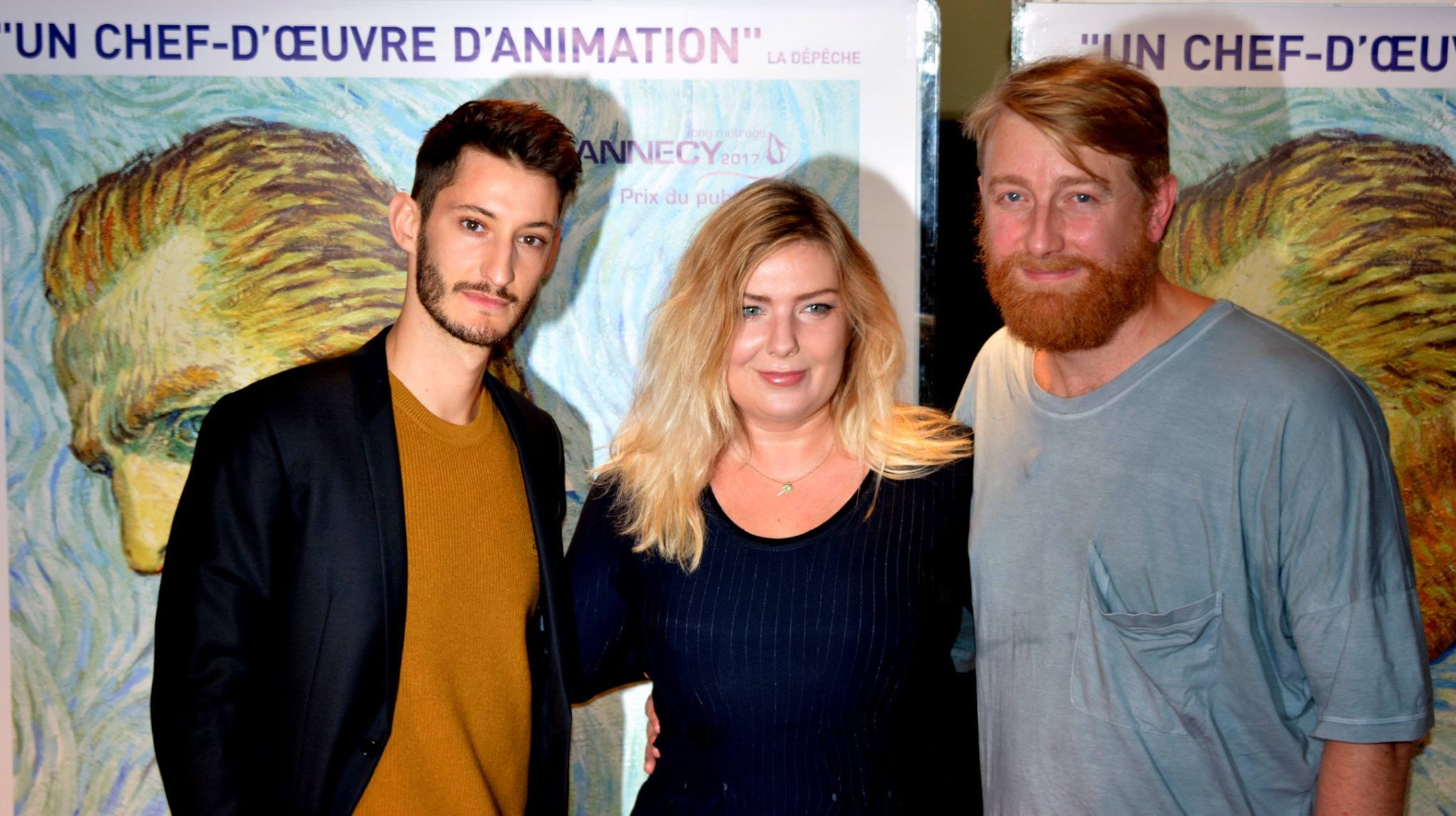
도로타 코비엘라와 휴 웰치먼 감독과 파리의 프랑스 영화 첫 상연회에서 피에르 니네이와 함께

영화의 배역을 맡을 성우들은 다음과 같다.
- 로버트 굴라직 - 빈센트 반 고흐 역
- 더글라스 부스 - 아르망 룰랭 역
- 제롬 플린 - 가셰 박사 역
- 시얼샤 로넌 - 마게리트 가셰 역
- 헬렌 매크로리 - 루이즈 슈발리에 역
- 크리스 오도드 - 룰랭 우체부 역
- 존 세션스 - 페르 탕귀 역
- 엘리너 톰린슨 - 아델린 라부 역
- 에이던 터너 - 뱃사공 역
- 빌 토머스 - 마제리 박사 역
- 조쉬 버뎃 - 즈아브 역
- 제임스 그린 - 늙은 남자 역
- 피오트르 파뮬라 - 폴 고갱 역